# Binnenluiendijk
De Binnenluiendijk (oorspronkelijk Luiendijk) is een dijk aan de rand van de binnenstad van de Noord-Hollandse stad Hoorn. De dijk werd in 1576 aangelegd om een nieuwe haven, de Karperkuil, aan te kunnen leggen. In 1608 werd er een tweede dijk aangelegd: de Buitenluiendijk, sinds dat jaar heeft deze dijk de naam Binnenluiendijk in plaats van Luiendijk. Naast de Binnenluiendijk ligt het schiereiland Baadland. 
Volgens kroniekschrijver Velius is de dijk zo genoemd omdat de werken aan de dijk 'seer luy of langsaam voortging'. De dijk had ook de bijnaam Kanondijk, naar de opslag van kanonnen op het naastgelegen ABC.
Tussen 1615 en 1649 kwam er bebouwing aan de dijk te staan, rond 1812 verdween er echter bebouwing. De dijk kwam in de loop van de 19e eeuw, op vier panden na, braak te liggen. Van deze vier zijn er nog drie over. In 1995 hebben voor toekomstige bebouwing archeologische opgravingen plaatsgevonden.

## Galerie
De volgende drie panden zijn rijksmonumentale panden en tevens de enige panden uit de tijd van rond de aanleg van de dijk. Alle overige panden aan de dijk zijn van na 1980.

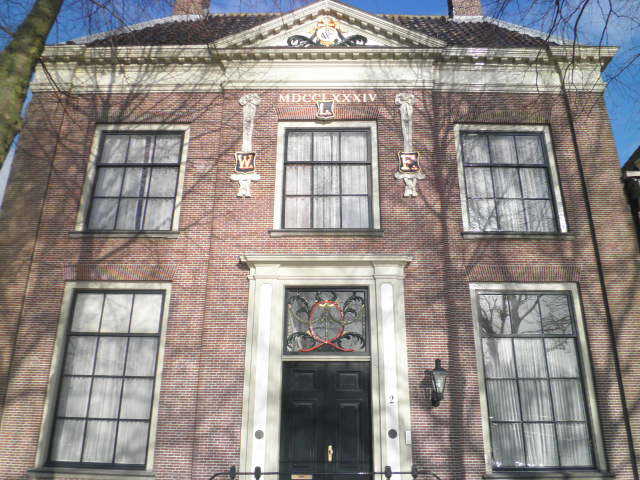
Binnenluiendijk 2, Loge van de Vrijmetselarij
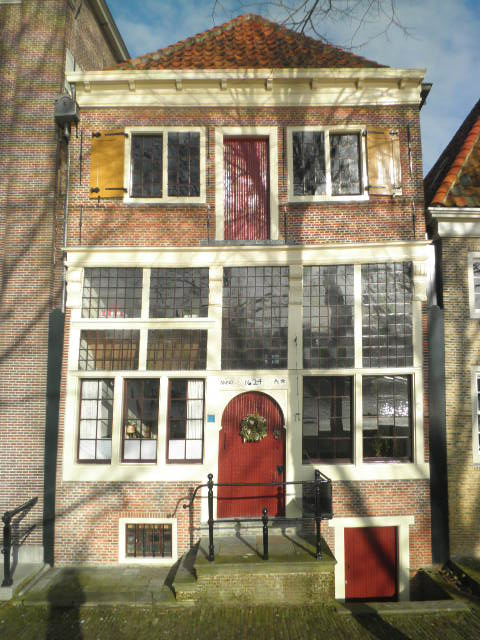
Binnenluiendijk 3
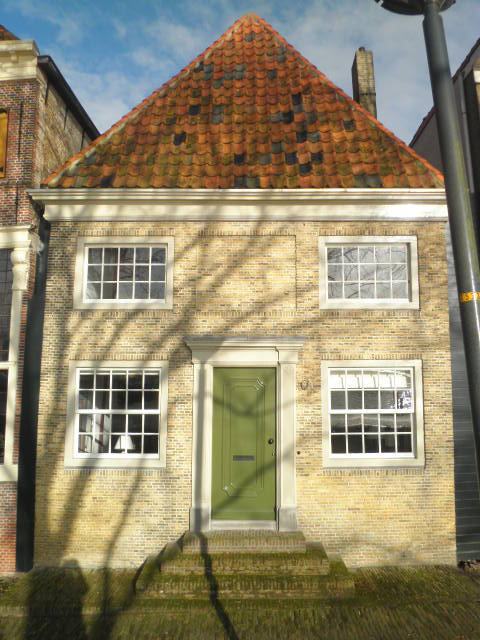
Binnenluiendijk 4

Straten: ABC
· Achter de Vest
· Achter op 't Zand
· Achterom
· Achterstraat
· Appelhaven
· Baanstraat
· Bierkade
· Binnenluiendijk
· Breed
· Breestraat
· Buurtje
· Dal
· Draafsingel
· Dubbele Buurt
· G.J. Henninkstraat
· Gasfabriekstraat
· Gedempte Appelhaven
· Gedempte Turfhaven
· Gerritsland
· Gouw
· Grashaven
· Gravenstraat
· Grote Noord
· Grote Oost
· Hoge Vest
· Jeudje
· Italiaanse Zeedijk
· Keern (gedeeltelijk)
· Kerkstraat
· Kleine Noord
· Kleine Oost
· Koepoortsweg (gedeeltelijk)
· Korenmarkt
· Korte Achterstraat
· Kruisstraat
· Kuil
· Lange Kerkstraat
· Lindestraat
· Munnickenveld
· Muntstraat
· Nieuwe Noord
· Nieuwendam
· Nieuwland
· Nieuwstraat
· Noorderstraat
· Onder de Boompjes
· Oude Doelenkade
· Pakhuisstraat
· Peperstraat
· Ramen
· Scharloo
· Schuijteskade
· Slapershaven
· Spoorstraat
· Trommelstraat
· Turfhaven
· Veemarkt
· Veermanskade
· Venidse
· Vijzelstraat
· Vismarkt
· Visserseiland
· Vollerswaal
· West
· Westerdijk
· Wisselstraat
· Zon

Pleinen: De Driestal
· Kazerneplein
· Kerkplein
· Koepoortsplein
· Noorderveemarkt
· Roode Steen
· Vale Hen

Stegen: 't Glop
· Appelsteeg
· Arminiaanse Glop
· Bagijnensteeg
· Bottelsteeg
· Bottersteeg
· Broeksteeg
· Brouwerijsteeg
· Clara's Klooster
· De Zak
· Duinsteeg
· Foreestensteeg
· Geldersesteeg
· Gortsteeg
· Hanekamsteeg
· Hemelsteeg
· Hoogesteeg
· Jan Haringsteeg
· Jan van Necksteeg
· Jeroenensteeg
· Kleine Havensteeg
· Kloppoort
· Knipboogsteeg
· Mallegomsteeg
· Melknapsteeg
· Molsteeg
· Mosterdsteeg
· Nieuwsteeg
· Oosterkerksteeg
· Paardensteeg
· Paradijssteeg
· Pieterseliesteeg
· Pompsteeg
· Proostensteeg
· Schellinkhoutersteeg
· Schoolsteeg
· Schotland
· Sliep Schaar en Messteeg
· Slijksteeg
· Smelterssteeg
· Tempelsteeg
· Turfsteeg
· Watertje
· Wester St. Jansteeg
· Wijdebrugsteeg
· Wijdesteeg
· Zevenhoeksesteeg
· Zoutkeetsteeg